# カンピオナート・アクレアーノ
カンピオナート・アクレアーノ (Campeonato Acreano) は、ブラジル・アクレ州のサッカーリーグである。アクレ州サッカー連盟 (Federação de Futebol do Estado do Acre, FFAC) が主催する。日本ではアクレ州選手権の名称で紹介されることが多い。

## 大会方式
1部リーグには8チームが参加。ファーストステージ、セカンドステージ、決勝からなる。
ファーストステージには8チームが参加し、1回総当たりのリーグ戦を行う。上位6チームがセカンドステージに進む。優勝チームは決勝進出とブラジル全国選手権セリエC出場が決まる。
セカンドステージは6チームが参加し、1回総当たりのリーグ戦を行う。優勝チームは決勝進出とブラジル全国選手権セリエC出場が決まる。
シーズンの最後に両ステージの優勝チームが対戦する決勝が行われ、その年の優勝クラブが決まり、その優勝クラブにはコパ・ド・ブラジルの来年度出場資格が決定する。両ステージを同じチームが制した場合は、決勝は実施されない。

## 参加クラブ
2017年シーズン 1部
- アウト・アクレ（ポルトガル語版）
- アンジラ（ポルトガル語版）
- アトレチコ・アクレアーノ（ポルトガル語版）
- ガウヴェス（ポルトガル語版）
- ウマイタ（ポルトガル語版）
- プラーシド・ジ・カストロ（ポルトガル語版）
- リオ・ブランコ
- ヴァスコ・ダ・ガマ

## 歴代優勝クラブ
- 1947 リオ・ブランコ
- 1948 アメリカ
- 1949 アメリカ
- 1950 リオ・ブランコ
- 1951 リオ・ブランコ
- 1952 アトレチコ・アクレアーノ
- 1953 アトレチコ・アクレアーノ
- 1954 インデペンデンシア
- 1955 リオ・ブランコ
- 1956 リオ・ブランコ
- 1957 リオ・ブランコ
- 1958 インデペンデンシア
- 1959 インデペンデンシア
- 1960 インデペンデンシア
- 1961 リオ・ブランコ
- 1962 リオ・ブランコ / アトレチコ
- 1963 インデペンデンシア
- 1964 リオ・ブランコ
- 1965 ヴァスコ・ダ・ガマ
- 1966 ジュベントス

- 1967 グレミオ・サンパイオ
- 1968 アトレチコ・アクレアーノ
- 1969 ジュベントス
- 1970 インデペンデンシア
- 1971 リオ・ブランコ
- 1972 インデペンデンシア
- 1973 リオ・ブランコ
- 1974 インデペンデンシア
- 1975 ジュベントス
- 1976 ジュベントス
- 1977 リオ・ブランコ
- 1978 ジュベントス
- 1979 リオ・ブランコ
- 1980 ジュベントス
- 1981 ジュベントス
- 1982 ジュベントス
- 1983 リオ・ブランコ
- 1984 ジュベントス
- 1985 インデペンデンシア
- 1986 リオ・ブランコ

- 1987 アトレチコ・アクレアーノ
- 1988 インデペンデンシア
- 1989 ジュベントス
- 1990 ジュベントス
- 1991 アトレチコ・アクレアーノ
- 1992 リオ・ブランコ
- 1993 インデペンデンシア
- 1994 リオ・ブランコ
- 1995 ジュベントス
- 1996 ジュベントス
- 1997 リオ・ブランコ
- 1998 インデペンデンシア
- 1999 ヴァスコ・ダ・ガマ
- 2000 リオ・ブランコ
- 2001 ヴァスコ・ダ・ガマ
- 2002 リオ・ブランコ
- 2003 リオ・ブランコ
- 2004 リオ・ブランコ
- 2005 リオ・ブランコ
- 2006 ADESG

- 2007 リオ・ブランコ
- 2008 リオ・ブランコ
- 2009 ジュベントス
- 2010 リオ・ブランコ
- 2011 リオ・ブランコ
- 2012 リオ・ブランコ
- 2013 プラーシド・デ・カストロ
- 2014 リオ・ブランコ
- 2015 リオ・ブランコ
- 2016 アトレチコ・アクレアーノ

## クラブ別優勝回数
| クラブ                   | 優勝 | 優勝年 |
| ------------------------ | ---- | --- |
| リオ・ブランコ           | 30   | 1947, 1950, 1951, 1955, 1956, 1957, 1961, 1962, 1964, 1971, 1973, 1977, 1979, 1983, 1986, 1992, 1994, 1997, 2000, 2002, 2003, 2004, 2005, 2007, 2008, 2010, 2011, 2012, 2014, 2015 |
| ジュベントス             | 14   | 1966, 1969, 1975, 1976, 1978, 1980, 1981, 1982, 1984, 1989, 1990, 1995, 1996, 2009                                                                                                 |
| インデペンデンシア       | 12   | 1954, 1958, 1959, 1960, 1963, 1970, 1972, 1974, 1985, 1988, 1993, 1998 |
| アトレチコ・アクレアーノ | 7    | 1952, 1953, 1962, 1968, 1987, 1991, 2016 |
| ヴァスコ・ダ・ガマ       | 3    | 1965, 1999, 2001 |
| アメリカ                 | 2    | 1948, 1949 |
| グレミオ・サンパイオ     | 1    | 1967 |
| ADESG                    | 1    | 2006 |
| プラーシド・デ・カストロ | 1    | 2013 |